# The Last Song (film 2010)
The Last Song è un film del 2010, diretto da Julie Anne Robinson. È basato sul romanzo  L'ultima canzone di Nicholas Sparks che ne ha scritto anche la sceneggiatura. Il film ha come protagonista Miley Cyrus, allora nota per la serie televisiva Disney Hannah Montana.

## Trama
La diciassettenne Veronica "Ronnie" Miller è costretta dalla madre Kim a passare l'estate in una piccola cittadina della Georgia dove vive il padre da quando ha divorziato da Kim. La ragazza sulle prime accetta malvolentieri la nuova condizione e sembra intenzionata a farla pagare ad entrambi i genitori.
Tuttavia l'incontro casuale con Will Blakelee, un bel ragazzo del posto, la distrarrà dai suoi propositi. Presto la storia d'amore con Will assorbirà totalmente l'attenzione di Ronnie, restia ad instaurare un rapporto sereno con il padre. La chiesa del paese viene bruciata da alcuni vandali, cosicché il padre di Ronnie si offre come volontario per ricostruirne la vetrata principale.
Verrà aiutato da Jonah, il figlio più piccolo, mentre Ronnie e Will sono impegnati sulla spiaggia a difendere le uova di tartaruga marina dai procioni che le vogliono mangiare.
Appena arriva in città, Ronnie conosce Blaze, una ragazza, che ritroverà vicina in tutto il suo soggiorno in Wrightsville Beach. Blaze è innamorata di uno squilibrato che la costringe a stare insieme a lui e che intanto prova a tradirla con Ronnie. Sebbene non ci riesca, sorgono comunque degli equivoci. Infine, sebbene Blaze sia fredda nei suoi confronti, Ronnie l'aiuta.
Ronnie scopre della malattia terminale del padre che le fa riscoprire di avere una passione in comune con lui, quella per la musica. Insieme vivranno, finalmente felici anche se nel dolore, una meravigliosa ultima estate che fa riscoprire loro la gioia di stare insieme, prima del tragico epilogo.

## Colonna sonora
La colonna sonora del film comprende When I Look at You e I Hope You Find It, cantate dalla stessa Miley Cyrus. La prima canzone presente nel trailer è l'intro di Your Illusion degli Hanson, tratta dall'album The Walk.

## Distribuzione
Il film uscito negli Stati Uniti il 31 marzo 2010 e in Italia il 30 aprile.
The Last Song è stato pubblicato in DVD-Video e Blu-ray Disc a partire dal 17 agosto 2010 negli Stati Uniti. È disponibile in Italia dal 29 settembre 2010.

### Edizione italiana
La direzione del doppiaggio e i dialoghi italiani sono stati curati da Cinzia De Carolis per conto della Dubbing Brothers Int. Italia.

## Accoglienza

### Incassi
Nella prima settimana il film incassò 25.590.000 di dollari. A fine maggio viene annunciato che il film ha guadagnato globalmente 88.700.000 di dollari.

## Riconoscimenti
- Australian Kids' Choice Awards
  - 2010 - Nomination - Favorite Movie Star per Miley Cyrus
  - 2010 - Nomination - Favorite Kiss per Miley Cyrus e Liam Hemsworth
  - 2010 - Nomination - Cutest Couple per Miley Cyrus e Liam Hemsworth
- BMI Film & TV Awards
  - 2010 - Vinto - Film Music per Aaron Zigman
- Kids' Choice Awards
  - 2011 - Vinto - Favorite Movie Actress per Miley Cyrus
- Razzie Awards
  - 2010 - Nomination - Peggior attrice per Miley Cyrus[3][4]
- Teen Choice Awards
  - 2010 - Nomination - Choice Movie: Drama
  - 2010 - Vinto - Choice Movie: Breakout Male per Liam Hemsworth
  - 2010 - Nomination - Choice Movie: Chemistry per Miley Cyrus e Liam Hemsworth
  - 2010 - Vinto - Choice Movie: Hissy Fit per Miley Cyrus
  - 2010 - Nomination - Choice Movie: Dance per Miley Cyrus e Liam Hemsworth
  - 2010 - Nomination - Choice Movie: Liplock per Miley Cyrus e Liam Hemsworth

## Curiosità
In una scena del film la protagonista (Miley Cyrus), mentre è in macchina con Will (Liam Hemsworth), canta la famosissima canzone She Will Be Loved del gruppo statunitense Maroon 5. Kelly Preston (che nel film interpreta la madre di Ronnie) è stata la protagonista femminile del video musicale di quella canzone.